# Prix de photographie de l'Académie des beaux-arts
Prix de photographie de l'Académie des beaux-arts (Fotografická cena Akademie výtvarných umění) je francouzské fotografické ocenění, které uděluje Akademie výtvarných umění každý rok od roku 2007 francouzskému profesionálnímu fotografovi žijícímu ve Francii nebo v zahraničí.

## Historie
Ocenění vzniklo v březnu 2007 na podnět Marca Ladreita de Lacharrière a obsahuje odměnu 15000 € na realizaci výstavy. Jejím cílem je pomoci fotografům s projektem na významné fotografické téma. Není žádný věkový limit a financovaný projekt bývá realizován ve stejném roce udělení a vystaven  o rok později.

## Vítězové

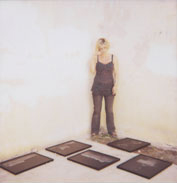
V roce 2018 získala cenu fotografka Flore

- 2007: Malik Nejmi[1] za projekt L'Ombre de l’enfance.
- 2008: Jean-François Spricigo[2] za projekt Anima.
- 2009: Thibaut Cuisset[3] za projekt Campagne française, fragments.
- 2010: Marion Poussier[4] za projekt Famille.
- 2011: Françoise Huguier[5] za projekt Vertical / Horizontal, Intérieur / Extérieur.
- 2012: Katharine Cooper[6] za projekt Les Blancs africains.
- 2013: Catherine Henriette[7] za projekt Conte d'hiver, conte d'été.
- 2014: Éric Pillot[8] za projekt In Situ - États-Unis věnovaný zvířatům v zoologických parcích východních Spojených států.
- 2015: Klavdij Sluban[9]  za projekt Divagation sur les pas de Bashô (Japonsko), poetická cesta inspirovaná cestami básníka Macua Bašó ze 17. století.
- 2016: Bruno Fert[10] za projekt Intimités temporaires, věnovaný interiérům útulků vytvořených migrujícími obyvateli.
- 2017: Claudine Doury[11][12] za projekt Une odyssée sibérienne, věnována jejímu návratu ve stopách národů, které fotografovala v minulosti.
- 2018: Flore za projekt L'odeur de la nuit était celle du jasmin (Jasmínová vůně noci), série inspirovaná textem o Indočíně spisovatelky Marguerite Duras – Fotografie věcí, které vůbec neexistovaly…
- 2019: cena nebyla udělena
- 2020: Pascal Maitre za projekt Les Peuls. Du retour de l’identité au risque djihadiste[13].
- 2021: cena nebyla udělena
- 2022: Olivier Jobard, za projekt « Souvenirs d’une vie envolée, ma famille afghane »[14]
- 2024: Guillaume Herbaut za svůj projekt Ukrajina, neviditelná zranění[15]